# 華士嶟
華士嶟（1570年—？），字孺抑，號儆新，浙江湖州府乌程县人，明朝政治人物。

## 生平
隆庆庚午七月二十四日生，万历二十二年（1594年）甲午科浙江乡试舉人，二十九年（1601年）辛丑科進士，授福建松溪县知县，县飘绕崇山，盗立堡屯，储如敌国，为仿置鼓团营法，一方有警，则声闻百里，俄顷就擒。又视其出入转运之途，令兵民合一，置寨设堠，纵火焚山，逸出者即擒以聞，屯守甫匝月，盗果穷饿来款，枭渠魁数人，四境帖然。调建宁县，英断严明，锄暴恶，禁赌博，徵收有法，一时豪犷垂首。萬曆三十七年升南京兵部主事，三十八年調工部营缮司主事，管节慎库、宝源局，四十二年升工部都水司郎中，陈船政十弊，铸钱五利，皆中窾要。及管節慎库，则惩奸吏，嚴出纳，夙弊一清，致仕卒。著有《澹月斋集》。

## 家族
曾祖華旋，祖父華瑗，父華高能。